# 温泉分析書

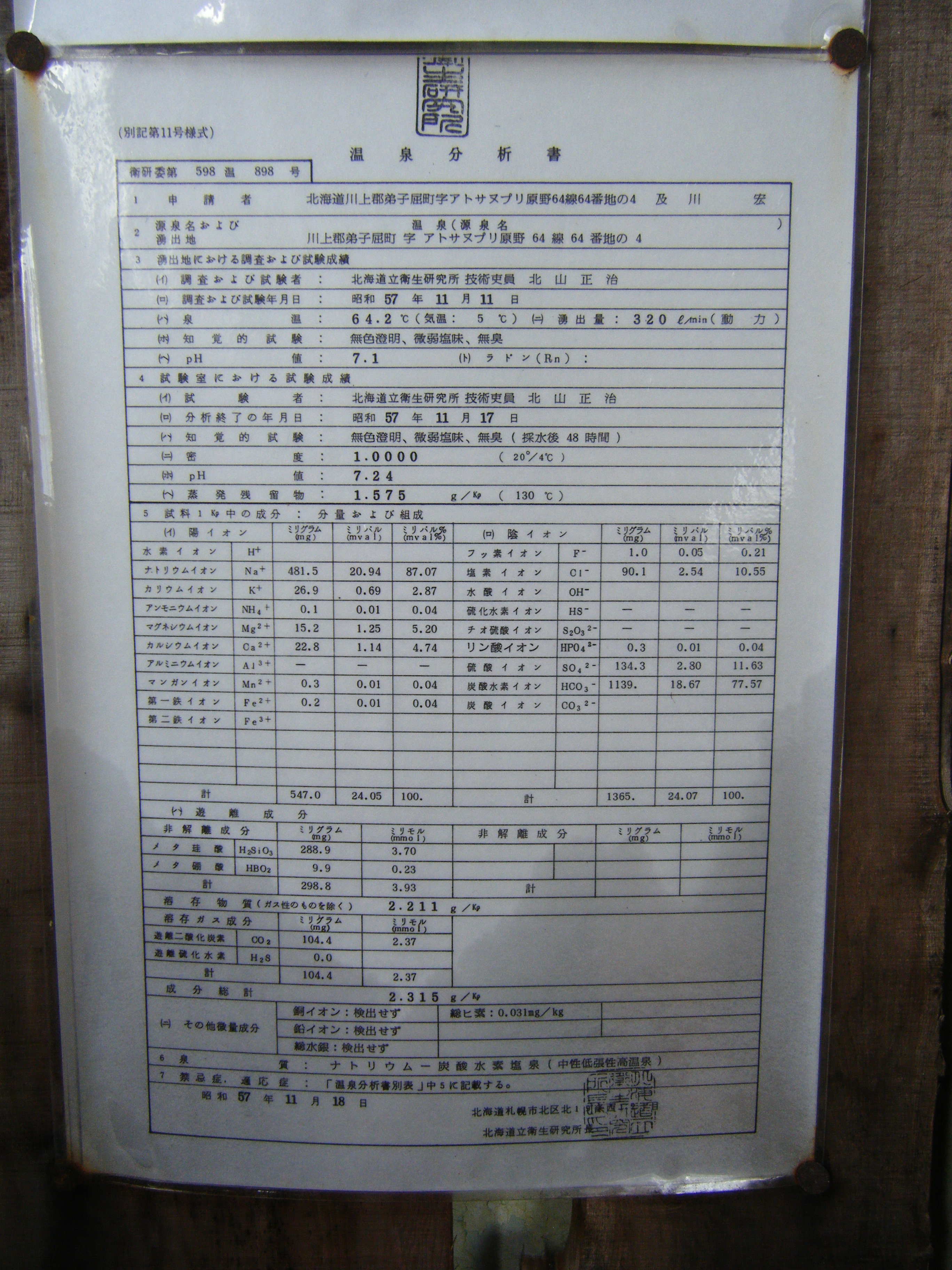
温泉分析書の例
（川湯温泉駅併設の足湯のもの）

温泉分析書（おんせんぶんせきしょ）とは、温泉法に定められた温泉の成分、禁忌症及び入浴または飲用上の注意の説明書である。

## 概要
温泉法第18条第1項の規定により、温泉の施設内への掲示が義務付けられており、脱衣場の出入口や室内に掲示されていることが多い。また、同条第2項および第4項の規定により、分析は都道府県知事の登録を受けた分析機関が実施すること、およびその掲示内容を都道府県知事に届け出ることが義務付けられている。
同条第3項の規定では、温泉法施行令第1条で規定する温泉成分分析を受けるべき期間（10年以内）ごとにその分析を受け、掲示の内容を変更しなければならない規定が、2007年（平成19年）4月25日公布、同年10月20日施行の「温泉法の一部を改正する法律（平成19年法律第31号）」によって加えられた。この規定は、同改正法附則の規定により、2009年（平成21年）12月31日までに再分析とその掲示が必要になった。
また、同条第5項の規定では、都道府県知事は、入浴または飲料として摂取する者の健康を保護するために必要があると認めるときは、同条第4項の規定による届出の内容を変更すべきことを命ずることができる。
上記の第1項から第3項までの規定に違反した場合は、30万円以下の、第5項の規定による命令に違反した場合は、50万円以下の罰金に処せられる。

## 内容
温泉法施行規則第10条の規定により、温泉分析書には以下の事項を記載することが規定されている。
1. 源泉名
2. 温泉の泉質
3. 源泉及び温泉を公共の浴用又は飲用に供する場所における温泉の温度
4. 温泉の成分
5. 温泉の成分の分析年月日
6. 登録分析機関の名称及び登録番号
7. 浴用又は飲用の禁忌症
8. 浴用又は飲用の方法及び注意
9. 温泉に水を加えて公共の浴用に供する場合は、その旨及びその理由
10. 温泉を加温して公共の浴用に供する場合は、その旨及びその理由
11. 温泉を循環させて公共の浴用に供する場合は、その旨（濾過を実施している場合は、その旨を含む。）及びその理由
12. 温泉に入浴剤（着色し、着香し、又は入浴の効果を高める目的で加える物質をいう。ただし、入浴する者が容易に判別することができるものを除く。）を加え、又は温泉を消毒して公共の浴用に供する場合は、当該入浴剤の名称又は消毒の方法及びその理由